# Cermignano
Cermignano község (comune) Olaszország Abruzzo régiójában, Teramo megyében.

## Fekvése
A megye déli részén fekszik. Határai: Bisenti, Canzano, Castel Castagna, Castellalto, Cellino Attanasio, Penna Sant’Andrea és Teramo.

## Története
Alapítására vonatkozóan nincsenek pontos adatok. Valószínűleg a középkorban alapították. Hosszú ideig a San Vincenzo al Volturno-apátság birtoka volt. Önálló községgé a 19. század elején vált, amikor a Nápolyi Királyságban felszámolták a feudalizmust.

## Népessége
A népesség számának alakulása:

## Főbb látnivalói
- Torre triangolare (azaz háromszögű torony) egykori erődítmény romjai
- Palazzo Tartagliozzi
- Palazzo De Sterlich
- Santa Lucia-templom
- San Martino-templom
- Santa Maria ad Martyres-templom
- San'Eustachio-templom